# Carter Manny
Carter Hugh Manny, Jr. est un architecte américain né le 16 novembre 1918 et mort le 1er février 2017. Il étudie l'architecture sous la direction de Frank Lloyd Wright. Son travail a notamment aidé à façonner l'aéroport international O'Hare de Chicago, le J. Edgar Hoover Building, et le First Chicago Bank.

## Éducation
Carter Manny est né le 16 novembre 1918 à Michigan City (Indiana), US, sous le nom de Carter Hugh Manny, Jr. Il est le fils de Carter H. and Ada Barnes Manny. Après avoir fréquenté des écoles publiques à Michigan City, il poursuit ses études à Harvard où il fait partie du club des Phi Beta Kappa, et est diplômé avec grande distinction en 1941. Pendant sa dernière année de premier cycle, Manny commence ses études d’architecture à la Harvard Graduate School of Design sous la direction de  Walter Gropius et Marcel Breuer. Avec les risques de guerre en 1941, il commence un programme spécial de production de guerre à la Harvard Business School, où il obtient un diplôme en administration industrielle en 1942. Pendant la Seconde Guerre mondiale, il travaille dans la section du War Production Board (Bureau de la production de guerre) de Wright Field, à Dayton, dans l’Ohio.

## Carrière architecturale
Après la guerre, Manny revient à ses études d’architecture, d’abord avec un bref passage en tant qu’apprenti de Frank Lloyd Wright à Taliesin, suivi de deux années sous la direction de Mies van der Rohe à l’Institut de technologie de l'Illinois à Chicago. Après avoir décroché son diplôme de l’ITI en 1948, il commence à pratiquer l’architecture dans le cabinet Naess & Murphy à Chicago, dont il devient partenaire en 1957. Il effectue toute sa carrière professionnelle dans ce cabinet, ainsi que ses deux successeurs, C.F. Murphy Associates et Murphy/Jahn, jusqu’à sa retraite fin 1953. 
Parmi les projets majeurs dans lesquels il mène l’équipe d’architectes figurent l'aéroport international O'Hare de Chicago (pour lequel il travaille par intermittence toute sa carrière), le First National Bank of Chicago, ou le J. Edgar Hoover Building.

## Fondation Graham
En plus de sa pratique architecturale, Carter Manny est largement connu pour son engagement pendant des années auprès de la Graham Foundation de Chicago. La fondation est internationalement reconnue pour son support d’activités pédagogiques en architecture et dans les beaux-arts.   
Manny occupe le poste d’administrateur de la fondation pendant quelques années après la fin de sa formation en 1956 et devient ensuite son directeur, fonction qu’il occupe pendant 22 ans jusqu’à sa retraite en décembre 1993. On lui attribue le fait d’avoir façonné les politiques de l’institution et de l’avoir sortie d’une période périlleuse dans les années 1980, lorsque l’existence de la fondation était gravement menacée. Après son départ à la retraite, les administrateurs de la fondation créent une subvention spéciale en son honneur, attribuée chaque année à un candidat au doctorat en histoire de l’architecture.  
Au début des années 1990, Carter Manny fait l’objet d’une longue histoire orale par le grand critique d’art et d’architecture Franz Schulz, dans le cadre d’une série consacrée aux architectes de Chicago pour l’Art Institute of Chicago. Elle est maintenant accessible en ligne sur le site de l’Institut, tout comme ses souvenirs d’enfance: A Boyhood Revisited: 1918-1937. Les papiers de Carter H. Manny, Jr, une collection de documents d’archive, maintenue par les librairies Ryerson & Burnham de l’Art Institute of Chicago.